# Chaumont-le-Bourg
Chaumont-le-Bourg là một xã ở tỉnh Puy-de-Dôme trong vùng Auvergne-Rhône-Alpes miền trung nước Pháp.